# رشته‌کوه خوخ
رشته‌کوه خوخ (به گرجی: ხოხის ქედი، به آسی: Авд хойы) رشته کوهی در رشته‌کوه قفقاز و در کشور گرجستان است. این رشته‌کوه در شمال رشته‌کوه قفقاز بزرگ قرار دارد که توسط گردنه‌های رود آردون و رود ترک با گذرگاه تروسو (۳۱۵۰ متر بالاتر از سطح دریا) قابل تردد شده است. آتشفشان کوه قازبگی نیز در همین محدوده قرار دارد.

## ریشه واژه
واژه خوخ در زبان آسی به‌معنی کوه است.

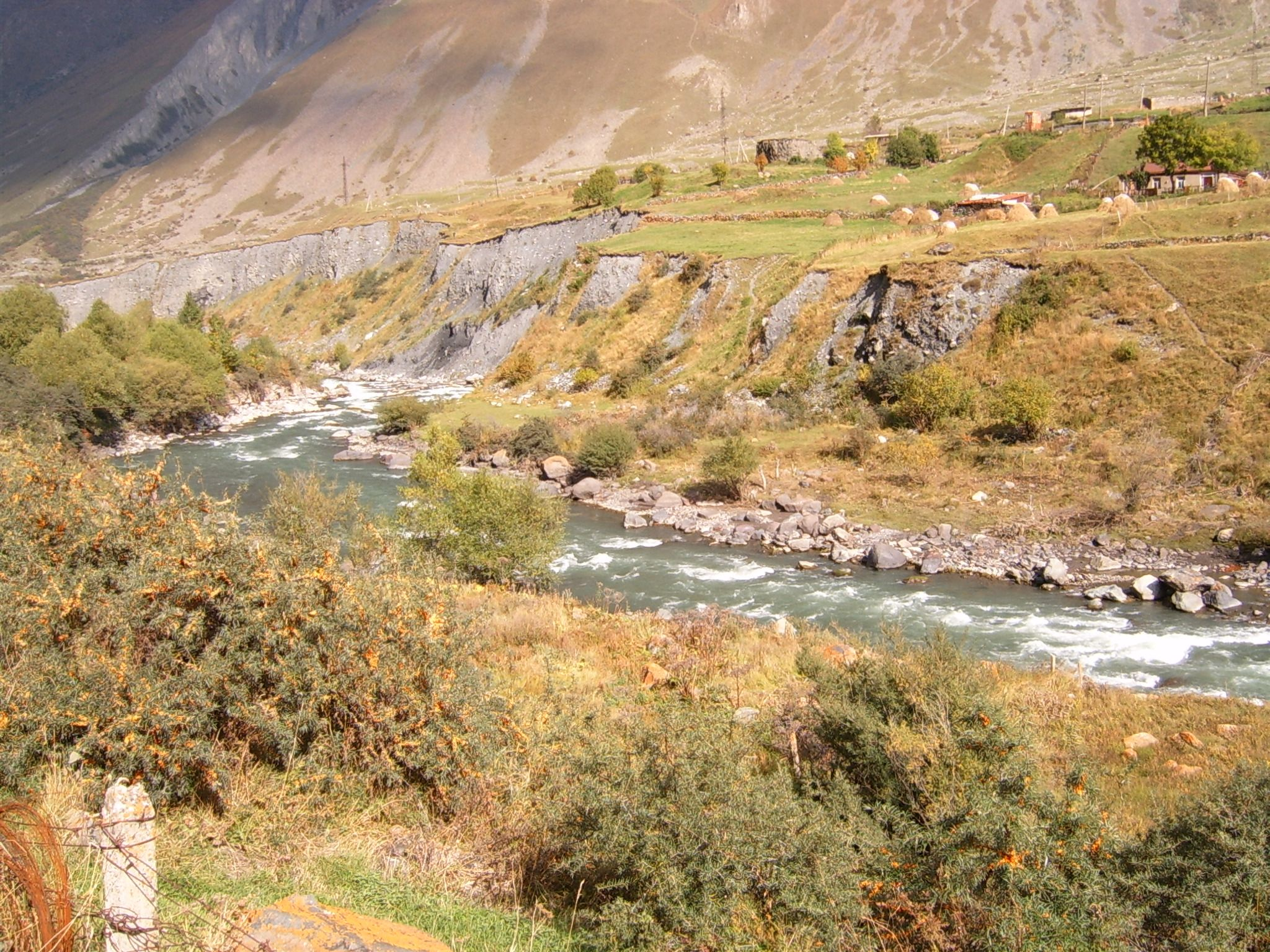
رودخانه تِرِک در شمال گرجستان